# Prison de Chi Hoa
 (juin 2025).
La mise en forme du texte ne suit pas les recommandations de Wikipédia : il faut le « wikifier ».
Les points d'amélioration suivants sont les cas les plus fréquents. Le détail des points à revoir est peut-être précisé sur la page de discussion.
- Les titres sont pré-formatés par le logiciel. Ils ne sont ni en capitales, ni en gras.
- Le texte ne doit pas être écrit en capitales (les noms de famille non plus), ni en gras, ni en italique, ni en « petit »…
- Le gras n'est utilisé que pour surligner le titre de l'article dans l'introduction, une seule fois.
- L'italique est rarement utilisé : mots en langue étrangère, titres d'œuvres, noms de bateaux, etc.
- Les citations ne sont pas en italique mais en corps de texte normal. Elles sont entourées par des guillemets français : « et ».
- Les listes à puces sont à éviter, des paragraphes rédigés étant largement préférés. Les tableaux sont à réserver à la présentation de données structurées (résultats, etc.).
- Les appels de note de bas de page (petits chiffres en exposant, introduits par l'outil «  Source ») sont à placer entre la fin de phrase et le point final[comme ça].
- Les liens internes (vers d'autres articles de Wikipédia) sont à choisir avec parcimonie. Créez des liens vers des articles approfondissant le sujet. Les termes génériques sans rapport avec le sujet sont à éviter, ainsi que les répétitions de liens vers un même terme.
- Les liens externes sont à placer uniquement dans une section « Liens externes », à la fin de l'article. Ces liens sont à choisir avec parcimonie suivant les règles définies. Si un lien sert de source à l'article, son insertion dans le texte est à faire par les notes de bas de page.
- La présentation des références doit suivre les conventions bibliographiques. Il est recommandé d'utiliser les modèles {{Ouvrage}}, {{Chapitre}}, {{Article}}, {{Lien web}} et/ou {{Bibliographie}}. Le mode d'édition visuel peut mettre en forme automatiquement les références.
- Insérer une infobox (cadre d'informations à droite) n'est pas obligatoire pour parachever la mise en page.

Pour une aide détaillée, merci de consulter Aide:Wikification.
Si vous pensez que ces points ont été résolus, vous pouvez retirer ce bandeau et améliorer la mise en forme d'un autre article.
La prison de Chí Hòa (Vietnamien: Khám Chí Hòa ou Nhà Tù Chí Hòa) est une prison vietnamienne encore en activité située à Hô Chi Minh-Ville, au Vietnam. La prison est un bâtiment octogonal sur un site de 7 hectares  composé de salles de détention, de cellules, de tours de guet et de terres agricoles pour les prisonniers. Cette prison est l'une des 12 prisons nationales du Vietnam et a été construite par le gouvernement colonial français d'Indochine entre 1939 et 1953 pour remplacer la Maison Centrale de Saigon. La prison a été utilisée par tous les gouvernements successifs du Vietnam. En raison de son architecture complexe et efficace,la prison est considérée comme l'une des prisons les plus sécurisées du Vietnam[réf. nécessaire], n'ayant subi que deux évasions dans son histoire.

## Histoire
Dans les années 1930, la Maison Centrale de Saigon, construite par les Français en 1890, devient surpeuplé en raison du nombre croissant de prisonniers à cette période. Cette situation a incité le gouvernement français d’Indochine à construire une nouvelle prison, qui pourrait accueillir plus de prisonniers. En 1939 (ou 1943, selon diverses sources), le gouvernement commence la construction de la prison de Chí Hòa en engageant des entreprises françaises et des architectes vietnamiens. En 1945, la construction fut interrompue par l'invasion du Vietnam par l'empire du Japon. Après le retour des Français en 1950, la construction reprit et fut complètement terminée en 1953.
Après l'achèvement de sa construction, l'empereur Bảo Đại décida de fermer définitivement la Maison Centrale de Saigon et de transférer tous ses prisonniers vers la nouvelle prison. Après son ouverture, la prison a été largement utilisée par le gouvernement de l'État du Vietnam (devenue ensuite la République du Vietnam).
Après la chute de Saïgon en 1975, le nouveau gouvernement de la République socialiste du Vietnam a continué à utiliser cette prison jusqu'à aujourd'hui. En 2010, le gouvernement d'Hô Chi Minh-Ville a annoncé un projet visant à démolir la prison et à construire de nouveaux logements sociaux sur le terrain de la prison. Néanmoins, la prison n'a pas été démolie et est toujours en activité aujourd'hui.

## Architecture
La structure principale de la prison est un bâtiment octogonal de trois étages, fortement influencé par la théorie des huit trigrammes du Yi Jing. L'ensemble du complexe est formé de sept bâtiments à toit de tuiles et d'un bâtiments à toit plat orientée vers le nord, qui sont tous nommés d'après les noms des huit trigrammes du Yi Jing. Plus tard, ces huit bâtiments seront divisées en zones nommées par ordre alphabétique, de A à H. Ces zones sont combinées en 6 zones nommées zone AB, zone BC, zone ED, zone FG, zone AH et zone ID. Au total, le complexe est composé de 238 cellules.
Au centre de la prison se tient un grand château d'eau qui sert également de tour de guet principale, permettant aux gardiens de la prison d'avoir une vue directe sur toutes les cellules de la prison. Outre ces cellules, le bâtiment principal abrite également d'autres installations destinées aux prisonniers, aux directeurs de prison et aux gardiens.
Plus tard, une chapelle chrétienne et un temple bouddhiste ont été construits sur le terrain entourant le bâtiment principal, mais ont ensuite été détruits. Il existe également sur ce terrain de petites terres agricoles et des installations telles qu'un réfectoire et des toilettes pour les prisonniers. La prison est séparée des zones résidentielles par un mur de briques carrées et d'une clôture en fil de fer barbelés. Une tour de guet se tient aux quatre coins de cette enceinte.

## Fonctionnement
La prison est connu depuis longtemps pour ses conditions de détention difficiles, quels que soient les dirigeants du pays. À l'époque du gouvernement colonial français, les prisonniers étaient confinés dans des cellules peu éclairées et étaient généralement enchaînés.
À l'époque du Sud-Vietnam, la prison abritait généralement entre 6 000, 8 000, et jusqu'à 10 000 prisonniers. Chí Hòa était l'une des quatre prisons nationales officielles du Sud-Vietnam. Ces prisonniers étaient divisés en deux groupes, en fonction des crimes pour lesquels ils ont été condamnés : le premier groupe était composé de prisonniers condamnés pour des crimes à caractère politique et le deuxième groupe était composé de prisonniers condamnés pour d'autres crimes. Les hommes et les femmes étaient confinés dans des cellules différentes et les prisonniers ne pouvaient quitter leur cellule que brièvement pour satisfaire leurs besoins en matière de nourriture et d'hygiène. Un bataillon de policiers gardait la prison en permanence. Bien qu'il ne s'agisse que d'une prison, deux exécutions y ont eu lieu : l'exécution de Ngô Đình Cẩn et celle de Nguyễn Văn Trỗi.
Après la chute de Saigon en avril 1975, unifiant le pays sous le pouvoir du parti communiste vietnamien, la prison a été maintenue en activité par le nouveau gouvernement, mais il existe peu d'informations sur la manière dont elle était gérée. Le Livre noir du communisme contient quelques brèves informations qui décrivent les conditions de détention comme extrêmement mauvaises.
La prison est également célèbre pour son niveau de sécurité élevé. Seulement deux évasions de prison ont réussi dans le passé : la première a eu lieu en 1945 lorsque le Viet Minh a profité de la défaite du Japon lors de la Seconde Guerre mondiale pour attaquer et libérer ses membres de la prison mal gardée, tandis que la seconde impliquait le voleur Nguyễn Hữu Thành, également connu sous le nom de « Phước aux huit doigts », le 27 mars 1995. Il est alors resté en cavale pendant plus de 200 jours avant d'être repris en 1996 et exécuté deux ans plus tard.

## Prisonniers notables

### Avant 1975
- Lam Sơn, général de la République du Vietnam
- Ngô Đình Cẩn, homme politique
- Nguyễn Tường Tam, écrivain
- Nguyễn Văn Trỗi
- Phan Khắc Sửu, homme politique
- Trần Ngọc Châu, homme politique
- Trương Đình Dzu, homme politique
- Võ Thị Sáu
- Vũ Hồng Khanh, homme politique
- Vũ Vũ Gia, général de la République du Vietnam

### Après 1975
- Nguyen Huu Thanh (ou "Phước à huit doigts"), voleur
- Phan Huy Quát, homme politique de la République du Vietnam [6]
- Lee Dae-yong, diplomate sud-coréen